# 吴火豪

吴火豪，男，汉族，1962年11月生于广东省汕尾市陆河县，中央民族大学工业与民用建筑专业毕业，在职大专学历，现任广东丽日企业集团有限公司董事局主席、总裁，廣東省惠州市政協委員丶广东省第八届政协委员、第九届政协常委。